# Арабське письмо

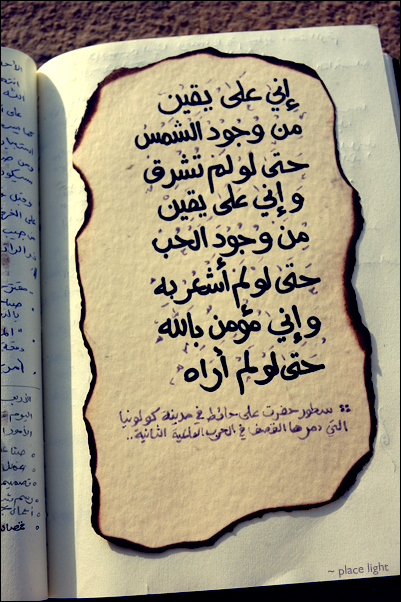
Сучасне арабське красне письменство

Ара́бська абе́тка (іноді арабиця або в'язь) — абетка, яку використовують для запису арабської мови і (у дещо зміненому вигляді) деяких інших мов, зокрема перської, урду і деяких тюркських мов. Вона складається з 28 літер. Арабське письмо пишеться справа наліво.
Арабська абетка відіграє важливу роль у світі як абетка ісламу та Корану. Вона поширювалася разом з поширенням ісламу. На сьогодні арабське письмо є найрозповсюдженішим у світі після латиниці. Арабську абетку використовують такі мови: арабська, перська, пушту, курдська, урду, малайська, джаві.
У Середньовіччі на Русі ця абетка була відома під назвою арабська в'язь (походить від лат. text — в'язь чи від зовнішньої подібності до мережива). Очевидно, що вперше вона стала відомою на руських землях, практично з часу виникнення ісламу, утворення Арабського халіфату й появи арабських купців на Русі, відтоді археологи знаходять арабські дирхеми з надписами в'яззю. У XIII ст. (часів Монгольської імперії) на Русі відомі монети, викарбувані ханами Золотої Орди з арабською в'яззю. Також, з XIV ст. в Україні при князівських замках з'являються спільноти русько- й тюркомовних служилих людей, які сповідували іслам («татар»). У їхньому середовищі здобули значне поширення кітаби — книги релігійного змісту, написані за допомогою арабської в'язі руською писемною мовою (Див. детальніше Білоруська арабська абетка).

## Історія
Арабська абетка відома в арабському світі вже з 4 століття нашої ери, а з поширенням ісламу вона стала відома у багатьох країнах східної півкулі. Вважається, що арабське письмо походить від давнього набатейського алфавіту, різновидності арамейського, котрим користувалися на півночі Аравійського півострова задовго до виникнення ісламу. Набатейську писемність використовували арабомовні мешканці Синайського півострова та Північної Аравії в 3-4 століттях, про що свідчить напис із Немари (328 року) і написи 4-6 століть, знайдені в давньохристиянських храмах Синайського півострова та Північної Аравії.
Арабське письмо остаточно сформувалося на початку 6 сторіччя в місті Хіра, що була столицею арабського Лахмідського князівства. Перший запис Корану арабською абеткою відомий з 651 року. Арабське письмо сформувалося як фонематичне і включало лише приголосні фонеми — 28 літер. Напрямок письма справа наліво. У другій половині 7 століття було запроваджено додаткові рядкові, надрядкові та підрядкові знаки для диференціації схожих за написанням літер, позначення довгих і коротких голосних, подвоєння приголосних і відсутності голосних. В основних рисах арабське письмо збереглося до сьогодні.
Літери арабського алфавіту історично розташовувалися в тому ж порядку, що і в фінікійському алфавіті, від якого походить арабський. При цьому 6 літер, які не мали відповідності в фінікійському алфавіті, поміщені в кінець:
 أ ب ج د و ه ز ح ط ي ك ل م ن س ع ف ص ق ر ش ت ث خ ذ ض ظ غ
Цей порядок називається «абджад», за чотирма першими літерами: аліф, ба, джим, даль. До переходу до індійських (так званих «арабських») цифр для позначення чисел використовували літери, і їхнє числове значення відповідало порядку в абджаді. Незабаром після переходу до індійських цифр порядок алфавіту було змінено на сучасний. Проте арабське слово, що позначає «алфавіт» —  أبجدية‎ абджадія, — досі нагадує про старий порядок.
Під впливом ісламу й арабської культури багато мов, які не мають генетичного зв'язку з арабською, стали використовувати арабську абетку. Мови Ірану, Афганістану і Пакистану використовують арабське письмо. До 1920-х років арабським письмом користувалися в Туреччині. Арабську в'язь можна побачити в Кашмірі, у деяких місцях Малайзії, в Індії, Сомалі і далі на південь по африканському узбережжю до Танзанії.

## Структура
Арабська абетка складається з 28 букв, кожна з яких представляє приголосний звук (в ін. народів, які користуються цим письмом, є додаткові букви). Слова пишуться справа наліво. Форма кожної букви варіюється в залежності від того, чи є ця буква одною, знаходиться на початку, в середині чи в кінці слова. Існують три короткі і три довгі голосні (a, i, u; ā, ī, ū). Для представлення довгих використовують букви аліф, уау, і йя. Набір спеціальних символів, розроблених у 8 столітті до н. е., також іноді використовують для відображення коротких голосних і деяких граматичних закінчень, в інших випадках на письмі опускаються. Арабські слова майже завжди починаються з одної приголосної, за якою йде голосна.

### Позначення приголосних
Кожна з 28 букв, крім букви аліф, позначає один приголосний. Вигляд букв змінюється відповідно до положення всередині слова. Всі букви одного слова пишуться разом, окрім шести букв (аліф, даль, заль, ра, зай, вав), які не поєднуються з наступною буквою.
| В кінці слова | В середині слова | На початку слова | Окремо | Назва     | Транслітерація | Вимова     |
| ------------- | ---------------- | ---------------- | ------ | --------- | -------------- | ---------- |
| ﺎ‎             | ﺎ‎                | ﺍ‎                | ﺍ‎      | أَلِف‎ ’аліф | —              | —          |
| ﺐ‎             | ﺒ‎                | ﺑ‎                | ﺏ‎      | بَاء‎ ба̄’   | б              | [b]        |
| ﺖ‎             | ﺘ‎                | ﺗ‎                | ﺕ‎      | تَاء‎ та̄’   | т              | [t]        |
| ﺚ‎             | ﺜ‎                | ﺛ‎                | ﺙ‎      | ثَاء‎ с̱а̄’   | с̱              | [θ]        |
| ﺞ‎             | ﺠ‎                | ﺟ‎                | ﺝ‎      | جِيم‎ джим  | дж             | [ʤ], [ɡ]   |
| ﺢ‎             | ﺤ‎                | ﺣ‎                | ﺡ‎      | حَاء‎ х̣а̄’   | х̣              | [ħ]        |
| ﺦ‎             | ﺨ‎                | ﺧ‎                | ﺥ‎      | خَاء‎ х̮а̄’   | х̮              | [x]        |
| ﺪ‎             | ﺪ‎                | ﺩ‎                | ﺩ‎      | دَال‎ да̄ль  | д              | [d]        |
| ﺬ‎             | ﺬ‎                | ﺫ‎                | ﺫ‎      | ذَال‎ з̱а̄ль  | з̱              | [ð]        |
| ﺮ‎             | ﺮ‎                | ﺭ‎                | ﺭ‎      | رَاء‎ ра̄’   | р              | [r]        |
| ﺰ‎             | ﺰ‎                | ﺯ‎                | ﺯ‎      | زَاي‎ за̄йн  | з              | [z]        |
| ﺲ‎             | ﺴ‎                | ﺳ‎                | ﺱ‎      | سِين‎ сін   | с              | [s]        |
| ﺶ‎             | ﺸ‎                | ﺷ‎                | ﺵ‎      | شِين‎ шин   | ш              | [ʃ]        |
| ﺺ‎             | ﺼ‎                | ﺻ‎                | ﺹ‎      | صَاد‎ с̣а̄д   | с̣              | [sˁ], [θˁ] |
| ﺾ‎             | ﻀ‎                | ﺿ‎                | ﺽ‎      | ضَاد‎ д̣а̄д   | д̣              | [dˁ], [ðˁ] |
| ﻂ‎             | ﻄ‎                | ﻃ‎                | ﻁ‎      | طَاء‎ т̣а̄’   | т̣              | [tˁ], [θˁ] |
| ﻆ‎             | ﻈ‎                | ﻇ‎                | ﻅ‎      | ظَاء‎ з̣а̄’   | з̣              | [zˁ], [ðˁ] |
| ﻊ‎             | ﻌ‎                | ﻋ‎                | ﻉ‎      | عَيْن‎ г̣айн  | г̣              | [ʕ]        |
| ﻎ‎             | ﻐ‎                | ﻏ‎                | ﻍ‎      | غَيْن‎ г̮айн  | г̮              | [ɣ]        |
| ﻒ‎             | ﻔ‎                | ﻓ‎                | ﻑ‎      | فَاء‎ фа̄’   | ф              | [f]        |
| ﻖ‎             | ﻘ‎                | ﻗ‎                | ﻕ‎      | قَاف‎ к̣а̄ф   | к̣              | [q]        |
| ﻚ‎             | ﻜ‎                | ﻛ‎                | ﻙ‎      | كَاف‎ ка̄ф   | к              | [k], [ʧ]   |
| ﻞ‎             | ﻠ‎                | ﻟ‎                | ﻝ‎      | لاَم‎ ля̄м   | ль             | [l]        |
| ﻢ‎             | ﻤ‎                | ﻣ‎                | ﻡ‎      | مِيم‎ мім   | м              | [m]        |
| ﻦ‎             | ﻨ‎                | ﻧ‎                | ﻥ‎      | نُون‎ нӯн   | н              | [n]        |
| ﻪ‎             | ﻬ‎                | ﻫ‎                | ﻩ‎      | هَاء‎ ҳа̄’   | ҳ              | [h]        |
| ﻮ‎             | ﻮ‎                | ﻭ‎                | ﻭ‎      | وَاو‎ ва̄в   | в              | [w]        |
| ﻲ‎             | ﻴ‎                | ﻳ‎                | ﻱ‎      | يَاء‎ йа̄’   | й              | [j]        |

Аліф — єдина буква арабської абетки, яка не позначає жодного приголосного звуку. В залежності від контексту, її можуть використовувати для позначення довгої голосної, а̄
```
(див. нижче), чи як допоміжний знак, який не має свого звучання.
```

### Позначення голосних
Три довгі голосні звуки арабської мови (а̄
, ӯ
, ӣ
) позначаються відповідно буквами аліф, вав, я. Короткі голосні на письмі, як правило, не передаються. У випадках, коли необхідно передати точне звучання слова (наприклад, в Корані чи в словниках), для позначення голосних звуків використовують надрядкові і підрядкові оголоси. (харакат).

### Лігатури
В арабському письмі є велика кількість способів написання разом декількох літер (лігатур). Одна лігатура — лям-аліф — є стандартною, і написання цієї пари літер інакше, ніж за допомогою лігатури, не допускається. Решта лігатур необов'язкові, і їхнє використання залежить від обраного каліграфічного стилю.
В Юнікоді зареєстровано більше трьох сотень лігатур з двох літер, більше сотні — з трьох, кілька — на ціле слово: наприклад, для слів «Аллах» (араб. ﷲ), «акбар», «Мухаммед» (араб. ﷴ), «расул» — пророк, «ріал» (араб. ﷼) — грошова одиниця Ірану. Крім цього, в Юнікод є символ, що складається з лігатури на чотири слова і позначає цілу фразу «Солля-л-Лагу алейкі ва-с-саллям» — мир йому (араб. ﷺ).

### Додаткові знаки
28 букв, наведені вище, називаються хуруф (араб. حروف, однина حرف‎ харф). Крім них, в арабській мові використовують ще три додаткові знаки, які не є самостійними буквами абетки.
| в кінці слова | в середині слова | на початку слова | окремо | назва                    | транслітерація | транскрипція |            |
| ------------- | ---------------- | ---------------- | ------ | ------------------------ | -------------- | ------------ | ---------- |
| ﺀ‎             | ﺀ‎                | ﺀ‎                | ﺀ‎      | هَمْزَة‎ гамза               | ’              | [ʔ]          |            |
| ﺄ‎             | ﺄ‎                | ﺃ‎                | ﺃ‎      | هَمْزَة‎ гамза               | ’              | [ʔ]          |            |
| ﺈ‎             | ﺈ‎                | ﺇ‎                | ﺇ‎      | هَمْزَة‎ гамза               | ’              | [ʔ]          |            |
| ﺆ‎             | ﺆ‎                | ﺅ‎                | ﺅ‎      | هَمْزَة‎ гамза               | ’              | [ʔ]          |            |
| ﺊ‎             | ﺌ‎                | ﺋ‎                | ﺉ‎      | هَمْزَة‎ гамза               | ’              | [ʔ]          |            |
| ﺔ‎             | —                | —                | ﺓ‎      | تَاء مَرْبُوطَة‎ та̄’ марбӯт̣а   | —              | [h] / [t]    |            |
| ﻰ‎             | —                | —                | ﻯ‎      | أَلِف مَقْصُورَة‎ ’аліф мак̣с̣ӯра | а̄              | —            | [aː] / [a] |

1. Гамза (Гортанне зімкнення) може писатися як окрема літера, або на літері-«підставці» (аліф, вав або я). Спосіб написання «гамзи» визначається її контекстом відповідно до низки орфографічних правил. Незалежно від способу написання, «гамза» завжди позначає однаковий звук.
2. Та-марбута («зав'язана та») є формою літери «та». Вона пишеться тільки в кінці слова й тільки після харакату. Коли у літери «та-марбута» немає діакритичного знаку (наприклад, в кінці фрази), вона читається як літера «ха». Звичайна форма літери «та» називається  та̄ 'мафтӯх̣а

```
(
араб.
 
تاء مفتوحة
, «відкрита та»).
```

1. Аліф-максура («скорочений аліф») є формою літери «аліф». Вона пишеться тільки в кінці слова, й скорочується до короткого звуку а перед «аліф-васла» наступного слова (зокрема, перед префіксом аль-). Звичайна форма літери «аліф» називається 'аліф мамдӯда

```
(
араб.
 
ألف ممدودة
, «подовжений аліф»).
```

### Додаткові неарабські знаки
У місцевих варіантах арабської абетки, а також у різновидах арабської абетки для неарабських мов використовують інші додаткові знаки.
У перській мові кінцева форма літери «я» пишеться без двох підрядкових крапок, тобто збігається з «аліф максура»; в свою чергу, «аліф максура» в перській не використовують й замінюють звичайним кінцевим аліф. Кінцева «каф» збігається за написанням з серединною (арабський варіант кінцевої «каф» вважається застарілим). Крім цього, в перській є свої знаки для звуків «г» («каф» з надрядковою рискою), «ж» («ра» з трьома надрядковими крапками), «п» («ба» з трьома підрядковими крапками замість однієї), «ч» («джим» з трьома крапками замість однієї).
Особливі додаткові знаки існують в алфавітах для мов урду, уйгурської, магрибських діалектів арабської тощо.

### Арабські цифри
З VIII століття для запису чисел використовують позиційну десяткову систему числення, з модифікованими індійськими цифрами. Цифри у числі пишуть зліва направо.
| європейські | стандартні арабські | східноарабські |
| ----------- | ------------------- | -------------- |
| 0           | ٠                   | ۰              |
| 1           | ١                   | ۱              |
| 2           | ٢                   | ۲              |
| 3           | ٣                   | ۳              |
| 4           | ٤                   | ۴              |
| 5           | ٥                   | ۵              |
| 6           | ٦                   | ۶              |
| 7           | ٧                   | ۷              |
| 8           | ۸                   | ٨              |
| 9           | ٩                   | ۹              |

## Каліграфія

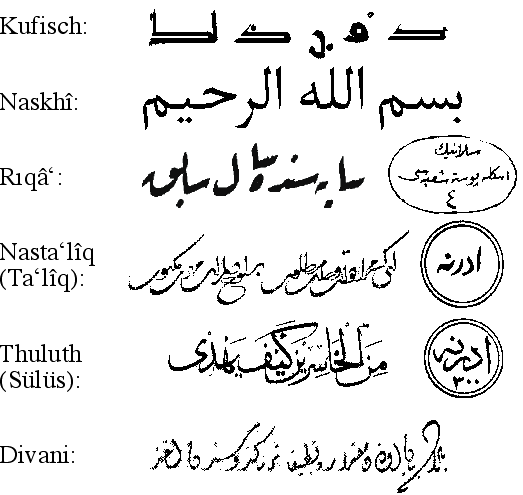

Каліграфія (від грецького «красиве письмо») давно грає важливу культурну роль у країнах арабського світу. Її використовують не тільки на важливих документах, але також для цілей образотворчого мистецтва.
Є важливі причини існування каліграфії як форми мистецтва саме в арабському світі. «Курсивність» арабської мови й інші особливості утруднили адаптацію до друкування і віддалили запровадження друкарського верстату, так, що в справі видання книг (особливо Корану), юридичних й інших документів арабський світ протягом декількох сторіч після Гутенберга все ще залежав від переписування від руки.
Інша, можливо важливіша причина, — релігійна. Коран не забороняє зображувати людей і тварин на малюнках і картинах, але в міру поширення ісламу в ранні роки він успадкував вже укорінену на Близькому Сході віру, спрямовану проти такого образотворчого мистецтва. Тому, скрізь, де було потрібно художнє оформлення, ісламські художники уникали зображення людей або тварин, а вдавалися або до малюнків «арабського характеру», що були засновані на строго геометричних формах чи рослинних орнаментах, або каліграфію. Тож арабську каліграфію від початку використовували не тільки для того, щоб виготовляти екземпляри Корану (її перший і, протягом довгого часу, головний спосіб використання), але також для всіх інших видів образотворчого мистецтва, наприклад, на порцеляні та металевих виробах, для килимів та інших текстильних виробів, на монетах і як архітектурна прикраса (переважно на мечетях і цвинтарях).

### Каліграфічні стилі
Один з найдавніших стилів арабського письма — це куфі, або куфічний (араб. كوفي, від назви міста Куфа).
Шрифт, який став стандартним засобом запису для арабської мови — це насх (араб. نسخ «копіювання»).
Деякі каліграфічні стилі використовували тільки з декоративною метою, тобто для каліграм — художніх творів каліграфів. Такий шрифт — сулюс (араб. ثلث «третина»), з його широкими, вільними розчерками.

### Вирівнювання

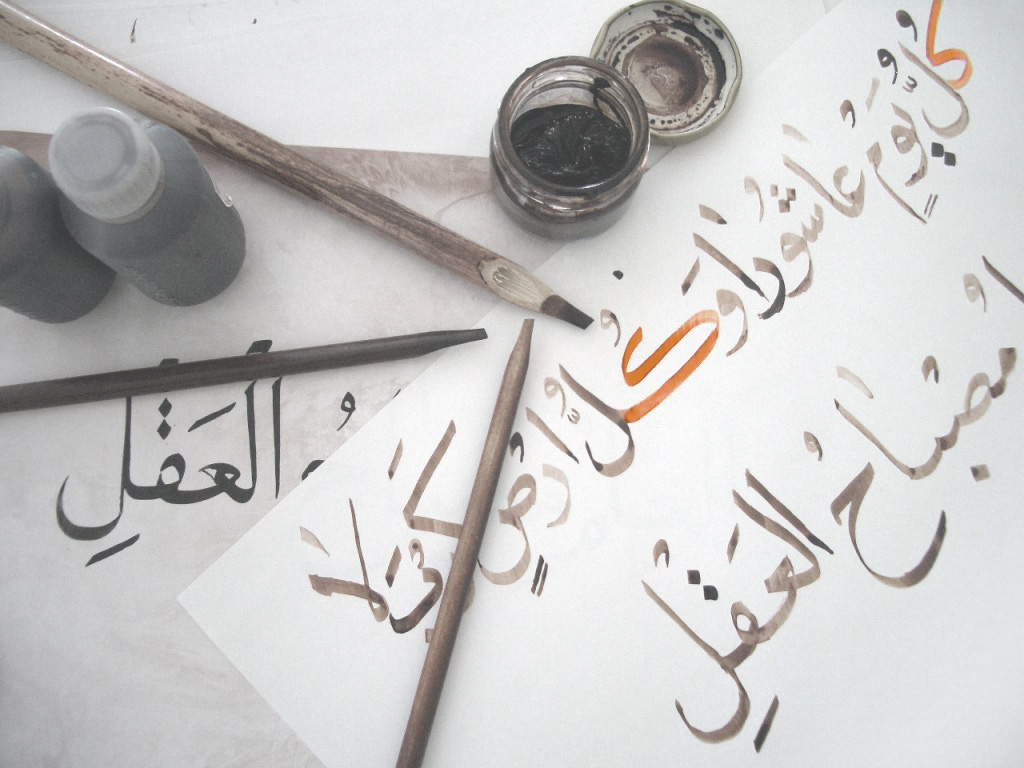
Вправа каліграфа: виділено дві форми літер каф, звичайна (згори) і куфічна

На відміну від роздільного письма, в якому для вирівнювання ширини рядків застосовується розрядка слів і прогалин між словами, арабська в'язь дозволяє розтягувати рядки за рахунок подовження зв'язки між літерами. Подовжена зв'язка називається кашіда (перс. كشيده) або татвіль (араб. تطويل). Символ кашіди визначено в Юнікоді як U+0640, його використовують у тексті для вказівки бажаних місць подовження зв'язки — подібно до «м'якого переносу» в текстах на європейських мовах. Засоби розмітки тексту (наприклад, CSS) дозволяють вказувати, в яких пропорціях подовження рядків має відбуватися за рахунок кашіди порівняно з розширенням прогалин між словами.  [Архівовано 15 січня 2018 у Wayback Machine.]
У каліграфії для розтягування рядків використовують також особливу форму літери каф, що називається «каф розчерком» або «куфічна каф». Попри те, що це графічна форма звичайного каф, вона закодована в Юнікоді окремим символом (U+06 AA). Так само як і зв'язки між літерами, ця форма літери каф може розтягуватися до будь-якої ширини.

## Використання в інших мовах
Поширення арабської абетки йшло паралельно з поширенням ісламу. З часом арабський алфавіт став сприйматися як «істинно ісламський», і багато мов Азії та Африки стали використовувати його на письмі (у тому числі й ті, які раніше використовували інші системи письма — наприклад, перська або яванська мова). В регіонах з іншими мовами, групи населення, які сповідували іслам, прагнули зберегти арабський алфавіт незважаючи на прийняття нової мови, наприклад так виникла білоруська арабська абетка. При цьому арабський алфавіт поповнювався додатковими літерами для позначення звуків, відсутніх в арабській мові.
В Юнікоді зареєстровано 135 літер (не рахуючи позиційних форм), що відсутні в арабському алфавіті, але використовують в різних системах письма на основі арабської мови. Низку літер цього «розширеного арабського алфавіту» використовують також в арабських текстах для транслітерації звуків, відсутніх в класичній арабській мові — наприклад таких, як українські звуки в, ґ,  п,  ц ,  ч.
В Індонезії та Малайзії зараз використовують латиницю, але частину релігійної літератури продовжують видавати з використанням арабської графіки.
Наприкінці 1920-х років арабський алфавіт перестали використовувати у зв'язку з латинізацією, а згодом і кирилізацією татарської, башкирської, кримськотатарської, мов Середньої Азії та Кавказу. Приблизно в цей же час від арабського алфавіту відмовилася Туреччина.
Зараз письмо на основі арабського алфавіту використовують, крім названих мов, для урду, пушту, дарі, кашмірі, пенджабі, сіндхі, хауса, фула, а також іноді для курдської (в Ірані та Сирії) і уйгурської мов. Крім того, арабське письмо часом використовують для азербайджанської, казахської, киргизької, туркменської, узбецької, татарської, хоча у країнах, де ці мови є державними, для них використовують кирилицю або латиницю.

## Клавіатура
З арабськими розкладками клавіатури ситуація залишається неузгодженою: хоча з 1987 року існує стандартна розкладка ASMO-663 / arabic/asmo663.html [Архівовано 26 серпня 2007 у Wayback Machine.], паралельно використовують численні нестандартні розкладки. Найпопулярніша зараз розкладка, яку використовують в IBM OS / 2 і Microsoft Windows. Різні несумісні з нею і одна з одною розкладки використовували в комп'ютерах MSX, в арабській версії MS-DOS, в системах на основі Linux. Для « ноутбука за 100 доларів» також розробляють нову розкладку клавіатури, несумісну з уже існуючими.
Арабська клавіатура, безперечно, повинна бути двомовною (латиниця / арабська), щоб було можливо вводити в комп'ютер шляхи файлової системи і вебадресу. Тут також виникає неоднозначність: зазвичай латинська частина арабської клавіатури розмічається як QWERTY, але в країнах Магрибу, де серед мов, що користуються латиницею, домінує французька, латинська частина клавіатури розмічається відповідно до французької розкладки AZERTY.